# Pływanie na Letnich Igrzyskach Paraolimpijskich 2012
pływanie na Letnich Igrzyskach Paraolimpijskich 2012 w Londynie rozgrywane było między 30 sierpnia – 8 września, na obiekcie Aquatics Centre.

## Kwalifikacje
Do igrzysk zakwalifikowało się 600 zawodników, w tym 340 mężczyzn i 260 kobiet.
Zawodnicy podzieleni byli na kilka grup w zależności od rodzaju niepełnosprawności:
- 1-10 – osoby niepełnosprawne ruchowo
- 11-13 – niewidomi i słabo widzący
- 14 – niepełnosprawni intelektualnie

Im mniejsza ostatnia cyfra, tym większy stopień niepełnosprawności.

## Medaliści

### Mężczyźni

#### Klasa S1
| Konkurencja                      | Złoto          | Srebro            | Brąz              |
| 50 m st. grzbietowym (szczegóły) | Hennadij Bojko | Christos Tampaxis | Ołeksandr Gołowko |

#### Klasa S2
| Konkurencja                      | Złoto     | Srebro                  | Brąz                    |
| 50 m st. dowolnym (szczegóły)    | Yang Yang | Dmitrij Kokariew        | Aristidis Makrodimitris |
| 100 m st. dowolnym (szczegóły)   | Yang Yang | Dmitrij Kokariew        | Aristidis Makrodimitris |
| 200 m st. dowolnym (szczegóły)   | Yang Yang | Dmitrij Kokariew        | Itzhak Mamistvalov      |
| 50 m st. grzbietowym (szczegóły) | Yang Yang | Aristidis Makrodimitris | Dmitrij Kokariew        |

#### Klasa S3
| Konkurencja                      | Złoto          | Srebro            | Brąz        |
| 50 m st. grzbietowym (szczegóły) | Min Byeong-eon | Dmytro Wynohradeć | Du Jianping |

#### Klasa S4
| Konkurencja                      | Złoto                    | Srebro            | Brąz                     |
| 50 m st. dowolnym (szczegóły)    | Eskender Mustafajew      | David Smétanine   | Jan Povýšil              |
| 100 m st. dowolnym (szczegóły)   | Gustavo Sánchez Martínez | Richard Oribe     | David Smétanine          |
| 200 m st. dowolnym (szczegóły)   | Gustavo Sánchez Martínez | David Smétanine   | Richard Oribe            |
| 50 m st. grzbietowym (szczegóły) | Juan Reyes               | Aleksiej Łyżychin | Gustavo Sánchez Martínez |

#### Klasa S5
| Konkurencja                      | Złoto       | Srebro              | Brąz                |
| 50 m st. dowolnym (szczegóły)    | Daniel Dias | Sebastián Rodríguez | Roy Perkins         |
| 100 m st. dowolnym (szczegóły)   | Daniel Dias | Roy Perkins         | Sebastián Rodríguez |
| 200 m st. dowolnym (szczegóły)   | Daniel Dias | Sebastián Rodríguez | Roy Perkins         |
| 50 m st. grzbietowym (szczegóły) | Daniel Dias | He Junquan          | Zsolt Vereczkei     |
| 50 m st. motylkowym (szczegóły)  | Daniel Dias | Roy Perkins         | He Junquan          |

#### Klasa S6
| Konkurencja                       | Złoto            | Srebro                 | Brąz                   |
| 50 m st. dowolnym (szczegóły)     | Xu Qing          | Lorenzo Pérez Escalona | Zheng Tao              |
| 100 m st. dowolnym (szczegóły)    | Xu Qing          | Sebastian Iwanow       | Lorenzo Pérez Escalona |
| 400 m st. dowolnym (szczegóły)    | Darragh McDonald | Anders Olsson          | Matthew Whorwood       |
| 100 m st. grzbietowym (szczegóły) | Zheng Tao        | Jia Hongguang          | Sebastian Iwanow       |
| 50 m st. motylkowym (szczegóły)   | Xu Qing          | Zheng Tao              | Kyosuke Oyama          |

#### Klasa S7
| Konkurencja                       | Złoto         | Srebro           | Brąz            |
| 50 m st. dowolnym (szczegóły)     | Lantz Lamback | Pan Shiyun       | Matthew Walker  |
| 100 m st. dowolnym (szczegóły)    | Pan Shiyun    | Matthew Levy     | Lantz Lamback   |
| 400 m st. dowolnym (szczegóły)    | Josef Craig   | Pan Shiyun       | Andriej Gładkow |
| 100 m st. grzbietowym (szczegóły) | Jonathan Fox  | Jewhen Bohodajko | Mihovil Spanja  |
| 50 m st. motylkowym (szczegóły)   | Pan Shiyun    | Jewhen Bohodajko | Wang Jingang    |

#### Klasa S8
| Konkurencja                       | Złoto                | Srebro         | Brąz                 |
| 50 m st. dowolnym (szczegóły)     | Dienis Tarasow       | Maurice Deelen | Wang Yinan           |
| 100 m st. dowolnym (szczegóły)    | Wang Yinan           | Dienis Tarasow | Konstantin Lisienkow |
| 400 m st. dowolnym (szczegóły)    | Wang Yinan           | Oliver Hynd    | Sam Hynd             |
| 100 m st. grzbietowym (szczegóły) | Konstantin Lisienkow | Dienis Tarasow | Oliver Hynd          |
| 100 m st. motylkowym (szczegóły)  | Charles Rozoy        | Wei Yangpeng   | Song Maodang         |

#### Klasa S9
| Konkurencja                       | Złoto           | Srebro          | Brąz                      |
| 50 m st. dowolnym (szczegóły)     | Matthew Cowdrey | Tamás Tóth      | José Antonio Mari Alcaraz |
| 100 m st. dowolnym (szczegóły)    | Matthew Cowdrey | Tamás Tóth      | Tamás Sors                |
| 400 m st. dowolnym (szczegóły)    | Brenden Hall    | Tamás Sors      | Federico Morlacchi        |
| 100 m st. grzbietowym (szczegóły) | Matthew Cowdrey | James Crisp     | Liu Xiaobing              |
| 100 m st. motylkowym (szczegóły)  | Tamás Sors      | Matthew Cowdrey | Federico Morlacchi        |

#### Klasa S10
| Konkurencja                       | Złoto               | Srebro            | Brąz               |
| 50 m st. dowolnym (szczegóły)     | André Brasil        | Nathan Stein      | Andrew Pasterfield |
| 100 m st. dowolnym (szczegóły)    | André Brasil        | Phelipe Rodrigues | Andrew Pasterfield |
| 400 m st. dowolnym (szczegóły)    | Ian Jaryd Silverman | Benoît Huot       | Robert Welbourn    |
| 100 m st. grzbietowym (szczegóły) | Justin Zook         | André Brasil      | Benoît Huot        |
| 100 m st. motylkowym (szczegóły)  | André Brasil        | Dmitrij Grigoriew | Achmat Hassiem     |

#### Klasa S11
| Konkurencja                       | Złoto           | Srebro          | Brąz            |
| 50 m st. dowolnym (szczegóły)     | Yang Bozun      | Bradley Snyder  | Enhamed Enhamed |
| 100 m st. dowolnym (szczegóły)    | Bradley Snyder  | Yang Bozun      | Hendri Herbst   |
| 400 m st. dowolnym (szczegóły)    | Bradley Snyder  | Enhamed Enhamed | Yang Bozun      |
| 100 m st. grzbietowym (szczegóły) | Dmytro Zalewski | Yang Bozun      | Wiktor Smyrnow  |
| 100 m st. motylkowym (szczegóły)  | Wiktor Smirnow  | Enhamed Enhamed | Keiichi Kimura  |

#### Klasa S12
| Konkurencja                       | Złoto                      | Srebro                     | Brąz            |
| 50 m st. dowolnym (szczegóły)     | Maksym Weraksa             | Aleksandr Niewolin-Swietow | Tucker Dupree   |
| 100 m st. dowolnym (szczegóły)    | Maksym Weraksa             | Aleksandr Niewolin-Swietow | Tucker Dupree   |
| 400 m st. dowolnym (szczegóły)    | Siergiej Puńko             | Enrique Floriano           | Serhij Klippert |
| 100 m st. grzbietowym (szczegóły) | Aleksandr Niewolin-Swietow | Tucker Dupree              | Serhij Klippert |
| 100 m st. motylkowym (szczegóły)  | Roman Makarow              | Siergiej Puńko             | James Clegg     |

#### Klasa S13
| Konkurencja                       | Złoto          | Srebro          | Brąz                   |
| 50 m st. dowolnym (szczegóły)     | Charles Bouwer | Ihar Boki       | Ołeksij Fedyna         |
| 100 m st. dowolnym (szczegóły)    | Ihar Boki      | Charles Bouwer  | Aleksandr Golintowski  |
| 400 m st. dowolnym (szczegóły)    | Ihar Boki      | Danyło Czufarow | Aleksandr Golintowski  |
| 100 m st. grzbietowym (szczegóły) | Ihar Boki      | Charles Bouwer  | Charalampos Taiganidis |
| 100 m st. motylkowym (szczegóły)  | Ihar Boki      | Roman Dubowoj   | Timothy Antalfy        |

#### Klasa S14
| Konkurencja                       | Złoto                  | Srebro       | Brąz         |
| 200 m st. dowolnym (szczegóły)    | Jon Margeir Sverrisson | Daniel Fox   | Cho Won-sang |
| 100 m st. grzbietowym (szczegóły) | Marc Evers             | Aaron Moores | Au Kai Lun   |

#### Klasa SB2-SB14
| Konkurencja                             | Złoto               | Srebro                | Brąz                 |
| SB2 – 50 m st. klasycznym (szczegóły)   | Du Jianping         | Arnulfo Castorena     | Dmytro Wynohradeć    |
| SB3 – 50 m st. klasycznym (szczegóły)   | Michael Schoenmaker | Miguel Luque          | Takayuki Suzuki      |
| SB4 – 100 m st. klasycznym (szczegóły)  | Daniel Dias         | Moisés Fuentes García | Ricardo Ten          |
| SB5 – 100 m st. klasycznym (szczegóły)  | Lim Woo-geun        | Niels Grunenberg      | Pedro Rangel         |
| SB6 – 100 m st. klasycznym (szczegóły)  | Jewhen Bohodajko    | Torben Schmidtke      | Christoph Burkard    |
| SB7 – 100 m st. klasycznym (szczegóły)  | Blake Cochrane      | Tomotaro Nakamura     | Matthew Levy         |
| SB8 – 100 m st. klasycznym (szczegóły)  | Andrij Kalyna       | Matthew Cowdrey       | Maurice Deelen       |
| SB9 – 100 m st. klasycznym (szczegóły)  | Pawieł Połtawcew    | Kevin Paul            | Lin Furong           |
| SB11 – 100 m st. klasycznym (szczegóły) | Yang Bozun          | Keiichi Kimura        | Ołeksandr Maszczenko |
| SB12 – 100 m st. klasycznym (szczegóły) | Michaił Zimin       | Uładzimir Izotau      | Maksym Weraksa       |
| SB13 – 100 m st. klasycznym (szczegóły) | Ołeksij Fedyna      | Daniel Sharp          | Roman Dubowoj        |
| SB14 – 100 m st. klasycznym (szczegóły) | Yasuhiro Tanaka     | Artiom Pawlienko      | Marc Evers           |

#### Klasa SM3-SM13
| Konkurencja                           | Złoto            | Srebro                     | Brąz                 |
| SM3 – 150 m st. zmiennym (szczegóły)  | Du Jianping      | Dmytro Wynohradeć          | Li Hanhua            |
| SM4 – 150 m st. zmiennym (szczegóły)  | Cameron Leslie   | Gustavo Sánchez Martínez   | Takayuki Suzuki      |
| SM6 – 200 m st. zmiennym (szczegóły)  | Xu Qing          | Sascha Kindred             | Zheng Tao            |
| SM7 – 200 m st. zmiennym (szczegóły)  | Jewhen Bohodajko | Rudy Garcia-Tolson         | Matt Levy            |
| SM8 – 200 m st. zmiennym (szczegóły)  | Oliver Hynd      | Wang Jiachao               | Maurice Deelen       |
| SM9 – 200 m st. zmiennym (szczegóły)  | Matthew Cowdrey  | Andrij Kalyna              | Federico Morlacchi   |
| SM10 – 200 m st. zmiennym (szczegóły) | Benoît Huot      | André Brasil               | Rick Pendleton       |
| SM11 – 200 m st. zmiennym (szczegóły) | Yang Bozun       | Wiktor Smyrnow             | Ołeksandr Maszczenko |
| SM12 – 200 m st. zmiennym (szczegóły) | Maksym Weraksa   | Aleksandr Niewolin-Swietow | Siergiej Puńko       |
| SM13 – 200 m st. zmiennym (szczegóły) | Ihar Boki        | Roman Dubowoj              | Danyło Czufarow      |

#### Sztafety
| Konkurencja                      | Złoto                                                                            | Srebro                                                                            | Brąz                                                                                |
| 4x100 m st. dowolnym (szczegóły) | Australia · Andrew Pasterfield · Matthew Levy · Blake Cochrane · Matthew Cowdrey | Chiny · Song Maodang · Wang Jiachao · Lin Furong · Wang Yinan                     | Rosja · Konstantin Lisienkow · Jewgienij Zimin · Dienis Tarasow · Dmitrij Grigoriew |
| 4x100 m st. zmiennym (szczegóły) | Chiny · Liu Xiaobing · Lin Furong · Wei Yanpeng · Wang Yinan                     | Rosja · Konstantin Lisienkow · Pawieł Połtawcew · Eduard Samarin · Dienis Tarasow | Australia · Michael Anderson · Matthew Cowdrey · Brenden Hall · Matthew Levy        |

### Kobiety

#### Klasa S2
| Konkurencja                      | Złoto      | Srebro            | Brąz        |
| 50 m st. grzbietowym (szczegóły) | Feng Yazhu | Hanna Jelisawecka | Iryna Socka |

#### Klasa S3
| Konkurencja                    | Złoto       | Srebro         | Brąz           |
| 50 m st. dowolnym (szczegóły)  | Xia Jiangbo | Olha Swiderska | Patricia Valle |
| 100 m st. dowolnym (szczegóły) | Xia Jiangbo | Olha Swiderska | Patricia Valle |

#### Klasa S4
| Konkurencja                      | Złoto             | Srebro        | Brąz     |
| 50 m st. grzbietowym (szczegóły) | Lisette Teunissen | Edenia García | Bai Juan |

#### Klasa S5
| Konkurencja                     | Złoto                | Srebro               | Brąz              |
| 50 m st. dowolnym (szczegóły)   | Natalija Prołohajewa | Teresa Perales       | Inbal Pezaro      |
| 100 m st. dowolnym (szczegóły)  | Teresa Perales       | Natalija Prołohajewa | Inbal Pezaro      |
| 200 m st. dowolnym (szczegóły)  | Sarah Louise Rung    | Teresa Perales       | Inbal Pezaro      |
| 50 m st. motylkowym (szczegóły) | Sarah Louise Rung    | Teresa Perales       | Joana Maria Silva |

#### Klasa S6
| Konkurencja                       | Złoto                  | Srebro           | Brąz                   |
| 50 m st. dowolnym (szczegóły)     | Mirjam de Koning-Peper | Victoria Arlen   | Eleanor Simmonds       |
| 100 m st. dowolnym (szczegóły)    | Victoria Arlen         | Eleanor Simmonds | Tanja Gröpper          |
| 400 m st. dowolnym (szczegóły)    | Eleanor Simmonds       | Victoria Arlen   | Song Lingling          |
| 100 m st. grzbietowym (szczegóły) | Lu Dong                | Nyree Kindred    | Mirjam de Koning-Peper |
| 50 m st. motylkowym (szczegóły)   | Oksana Chrul           | Lu Dong          | Jiang Fuying           |

#### Klasa S7
| Konkurencja                       | Złoto             | Srebro         | Brąz             |
| 50 m st. dowolnym (szczegóły)     | Jacqueline Freney | Cortney Jordan | Ani Palian       |
| 100 m st. dowolnym (szczegóły)    | Jacqueline Freney | Cortney Jordan | Susannah Rodgers |
| 400 m st. dowolnym (szczegóły)    | Jacqueline Freney | Cortney Jordan | Susannah Rodgers |
| 100 m st. grzbietowym (szczegóły) | Jacqueline Freney | Kirsten Bruhn  | Cortney Jordan   |
| 50 m st. motylkowym (szczegóły)   | Jacqueline Freney | Brianna Nelson | Huang Min        |

#### Klasa S8
| Konkurencja                       | Złoto               | Srebro              | Brąz             |
| 50 m st. dowolnym (szczegóły)     | Mallory Weggemann   | Maddison Elliott    | Jiang Shengnan   |
| 100 m st. dowolnym (szczegóły)    | Jessica Long        | Heather Frederiksen | Maddison Elliott |
| 400 m st. dowolnym (szczegóły)    | Jessica Long        | Heather Frederiksen | Maddison Elliott |
| 100 m st. grzbietowym (szczegóły) | Heather Frederiksen | Jessica Long        | Olesia Władykina |
| 100 m st. motylkowym (szczegóły)  | Jessica Long        | Kateryna Istomina   | Jiang Shengnan   |

#### Klasa S9
| Konkurencja                       | Złoto           | Srebro             | Brąz            |
| 50 m st. dowolnym (szczegóły)     | Lin Ping        | Louise Watkin      | Ellie Cole      |
| 100 m st. dowolnym (szczegóły)    | Ellie Cole      | Natalie du Toit    | Sarai Gascon    |
| 400 m st. dowolnym (szczegóły)    | Natalie du Toit | Stephanie Millward | Ellie Cole      |
| 100 m st. grzbietowym (szczegóły) | Ellie Cole      | Stephanie Millward | Elizabeth Stone |
| 100 m st. motylkowym (szczegóły)  | Natalie du Toit | Sarai Gascon       | Elizabeth Stone |

#### Klasa S10
| Konkurencja                       | Złoto                  | Srebro           | Brąz                   |
| 50 m st. dowolnym (szczegóły)     | Summer Ashley Mortimer | Sophie Pascoe    | Élodie Lorandi         |
| 100 m st. dowolnym (szczegóły)    | Sophie Pascoe          | Élodie Lorandi   | Summer Ashley Mortimer |
| 400 m st. dowolnym (szczegóły)    | Élodie Lorandi         | Aurélie Rivard   | Susan Beth Scott       |
| 100 m st. grzbietowym (szczegóły) | Summer Ashley Mortimer | Sophie Pascoe    | Shireen Sapiro         |
| 100 m st. motylkowym (szczegóły)  | Sophie Pascoe          | Oliwia Jabłońska | Élodie Lorandi         |

#### Klasa S11
| Konkurencja                       | Złoto             | Srebro       | Brąz              |
| 50 m st. dowolnym (szczegóły)     | Cecilia Camellini | Li Guizhi    | Mary Fisher       |
| 100 m st. dowolnym (szczegóły)    | Cecilia Camellini | Mary Fisher  | Li Guizhi         |
| 400 m st. dowolnym (szczegóły)    | Daniela Schulte   | Amber Thomas | Cecilia Camellini |
| 100 m st. grzbietowym (szczegóły) | Rina Akiyama      | Mary Fisher  | Cecilia Camellini |

#### Klasa S12
| Konkurencja                       | Złoto            | Srebro          | Brąz            |
| 50 m st. dowolnym (szczegóły)     | Oksana Sawczenko | Natali Pronina  | Darja Stukałowa |
| 100 m st. dowolnym (szczegóły)    | Oksana Sawczenko | Natali Pronina  | Darja Stukałowa |
| 400 m st. dowolnym (szczegóły)    | Oksana Sawczenko | Hannah Russell  | Deborah Font    |
| 100 m st. grzbietowym (szczegóły) | Oksana Sawczenko | Natali Pronina  | Hannah Russell  |
| 100 m st. motylkowym (szczegóły)  | Joanna Mendak    | Darja Stukałowa | Hannah Russell  |

#### Klasa S13
| Konkurencja                    | Złoto           | Srebro               | Brąz                |
| 50 m st. dowolnym (szczegóły)  | Kelley Becherer | Valérie Grand’Maison | Prue Watt           |
| 100 m st. dowolnym (szczegóły) | Kelley Becherer | Valérie Grand’Maison | Rebecca Anne Meyers |

#### Klasa S14
| Konkurencja                       | Złoto                  | Srebro       | Brąz                |
| 200 m st. dowolnym (szczegóły)    | Jessica-Jane Applegate | Taylor Corry | Marlou van der Kulk |
| 100 m st. grzbietowym (szczegóły) | Bethany Firth          | Taylor Corry | Marlou van der Kulk |

#### Klasa SB4-SB12
| Konkurencja                             | Złoto                   | Srebro               | Brąz              |
| SB4 – 100 m st. klasycznym (szczegóły)  | Natalija Prołohajewa    | Sarah Louise Rung    | Teresa Perales    |
| SB5 – 100 m st. klasycznym (szczegóły)  | Kirsten Bruhn           | Song Lingling        | Noga Nir-Kistler  |
| SB6 – 100 m st. klasycznym (szczegóły)  | Wiktorija Sawcowa       | Charlotte Henshaw    | Elizabeth Johnson |
| SB7 – 100 m st. klasycznym (szczegóły)  | Jessica Long            | Oksana Chrul         | Lisa den Braber   |
| SB8 – 100 m st. klasycznym (szczegóły)  | Olesia Władykina        | Claire Cashmore      | Paulina Woźniak   |
| SB9 – 100 m st. klasycznym (szczegóły)  | Chrystyna Jurczenko     | Sophie Pascoe        | Harriet Lee       |
| SB11 – 100 m st. klasycznym (szczegóły) | Maja Reichard           | Jana Bereżna         | Nadia Báez        |
| SB12 – 100 m st. klasycznym (szczegóły) | Natali Pronina          | Karolina Pelendritou | Jaryna Matło      |
| SB13 – 100 m st. klasycznym (szczegóły) | Prue Watt               | Elena Krawzow        | Kelley Becherer   |
| SB14 – 100 m st. klasycznym (szczegóły) | Michelle Alonso Morales | Magda Toeters        | Leung Shu Hang    |

#### Klasa SM4-SM13
| Konkurencja                           | Złoto                | Srebro                 | Brąz            |
| SM5 – 200 m st. zmiennym (szczegóły)  | Natalija Prołohajewa | Sarah Louise Rung      | Teresa Perales  |
| SM6 – 200 m st. zmiennym (szczegóły)  | Eleanor Simmonds     | Verena Schott          | Natalie Jones   |
| SM7 – 200 m st. zmiennym (szczegóły)  | Jacqueline Freney    | Brianna Nelson         | Huang Min       |
| SM8 – 200 m st. zmiennym (szczegóły)  | Jessica Long         | Olesia Władykina       | Jiang Shengnan  |
| SM9 – 200 m st. zmiennym (szczegóły)  | Natalie du Toit      | Stephanie Millward     | Louise Watkin   |
| SM10 – 200 m st. zmiennym (szczegóły) | Sophie Pascoe        | Summer Ashley Mortimer | Zhang Meng      |
| SM11 – 200 m st. zmiennym (szczegóły) | Mary Fisher          | Daniela Schulte        | Amber Thomas    |
| SM12 – 200 m st. zmiennym (szczegóły) | Oksana Sawczenko     | Natali Pronina         | Darja Stukałowa |
| SM13 – 200 m st. zmiennym (szczegóły) | Valérie Grand’Maison | Rebecca Anne Meyers    | Kelley Becherer |

#### Sztafety
| Konkurencja                      | Złoto                                                                              | Srebro                                                                                       | Brąz                                                                                      |
| 4x100 m st. dowolnym (szczegóły) | Australia · Ellie Cole · Maddison Elliott · Katherine Downie · Jacqueline Freney   | Stany Zjednoczone · Susan Beth Scott · Victoria Arlen · Jessica Long · Anna Eames            | Wielka Brytania · Stephanie Millward · Claire Cashmore · Susannah Rodgers · Louise Watkin |
| 4x100 m st. zmiennym (szczegóły) | Australia · Ellie Cole · Katherine Downie · Annabelle Williams · Jacqueline Freney | Wielka Brytania · Heather Frederiksen · Claire Cashmore · Stephanie Millward · Louise Watkin | Stany Zjednoczone · Susan Beth Scott · Anna Johannes · Jessica Long · Mallory Weggemann   |

## Tabela medalowa
| Miejsce | Państwo           | Złoto | Srebro | Brąz | Razem |
| ------- | ----------------- | ----- | ------ | ---- | ----- |
| 1.      | Chiny             | 24    | 13     | 21   | 58    |
| 2.      | Australia         | 18    | 7      | 12   | 37    |
| 3.      | Ukraina           | 17    | 14     | 13   | 44    |
| 4.      | Stany Zjednoczone | 14    | 13     | 14   | 41    |
| 5.      | Rosja             | 13    | 17     | 12   | 42    |
| 6.      | Brazylia          | 9     | 4      | 1    | 14    |
| 7.      | Wielka Brytania   | 7     | 16     | 16   | 39    |
| 8.      | Nowa Zelandia     | 5     | 6      | 1    | 12    |
| 9.      | Białoruś          | 5     | 2      | 0    | 7     |
| 10.     | Kanada            | 4     | 9      | 3    | 16    |
| 11.     | Południowa Afryka | 4     | 4      | 3    | 11    |
| 12.     | Holandia          | 4     | 2      | 7    | 13    |
| 13.     | Meksyk            | 3     | 2      | 4    | 9     |
| 14.     | Hiszpania         | 2     | 11     | 9    | 22    |
| 15.     | Niemcy            | 2     | 7      | 3    | 12    |
| 16.     | Francja           | 2     | 3      | 3    | 8     |
| 17.     | Japonia           | 2     | 2      | 4    | 8     |
| 18.     | Norwegia          | 2     | 2      | 0    | 4     |
| 19.     | Włochy            | 2     | 0      | 5    | 7     |
| 20.     | Korea Południowa  | 2     | 0      | 1    | 3     |
| 21.     | Irlandia          | 2     | 0      | 0    | 2     |
| 22.     | Azerbejdżan       | 1     | 4      | 0    | 5     |
| 23.     | Węgry             | 1     | 3      | 2    | 6     |
| 24.     | Polska            | 1     | 1      | 1    | 3     |
| 25.     | Szwecja           | 1     | 1      | 0    | 2     |
| 26.     | Islandia          | 1     | 0      | 0    | 1     |
| 27.     | Grecja            | 0     | 2      | 3    | 5     |
| 28.     | Kuba              | 0     | 1      | 1    | 2     |
| 29.     | Cypr              | 0     | 1      | 0    | 1     |
| 29.     | Kolumbia          | 0     | 1      | 0    | 1     |
| 31.     | Izrael            | 0     | 0      | 4    | 4     |
| 32.     | Hongkong          | 0     | 0      | 2    | 2     |
| 33.     | Argentyna         | 0     | 0      | 1    | 1     |
| 33.     | Chorwacja         | 0     | 0      | 1    | 1     |
| 33.     | Czechy            | 0     | 0      | 1    | 1     |